# Kavakdibi, Bitlis
Kavakdibi là một xã thuộc thành phố Bitlis, tỉnh Bitlis, Thổ Nhĩ Kỳ. Dân số thời điểm năm 2011 là 319 người.